# Cột Đức Mẹ ở Třeboň

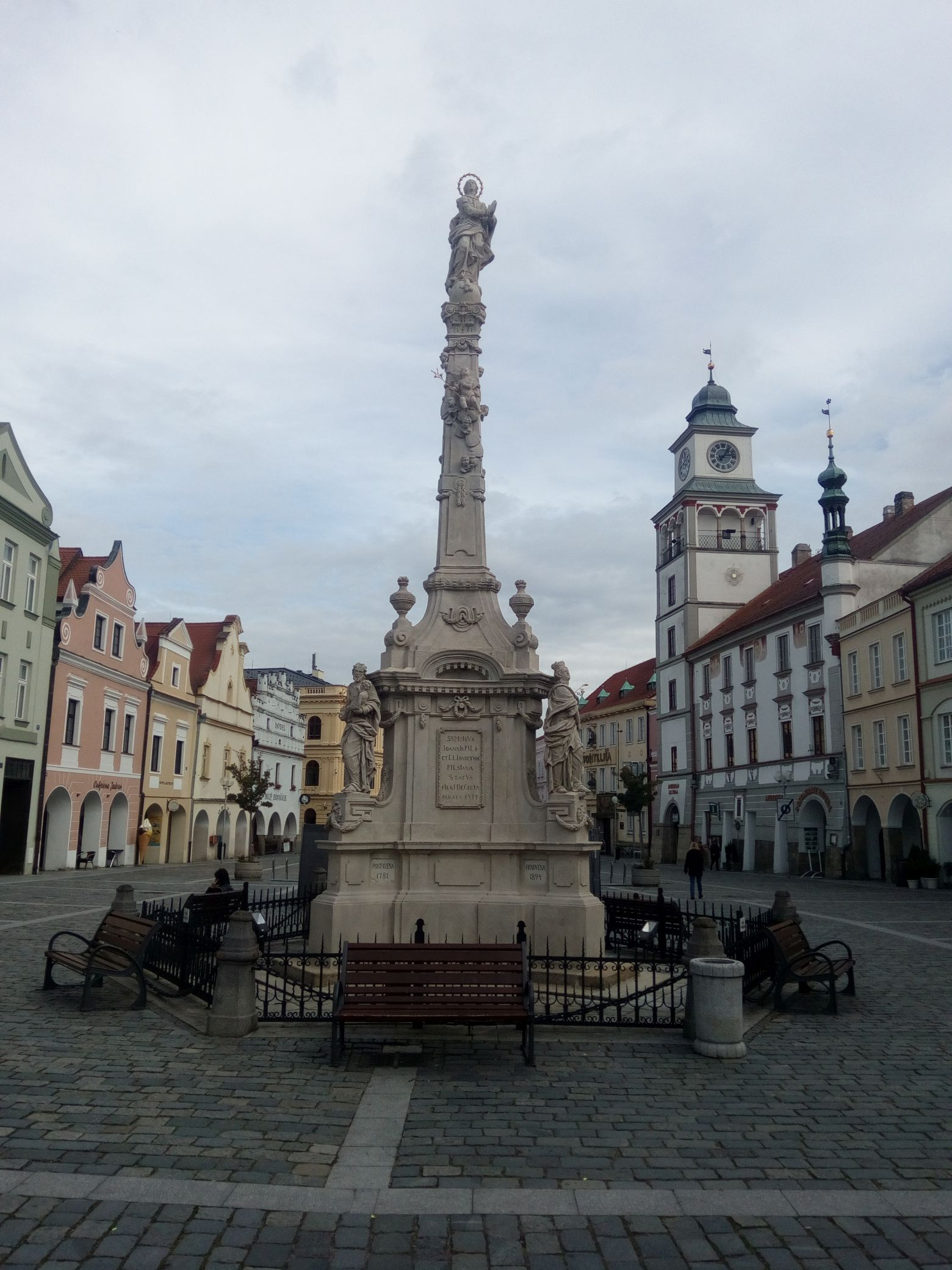
Cột Đức Mẹ ở Třeboň (2020)

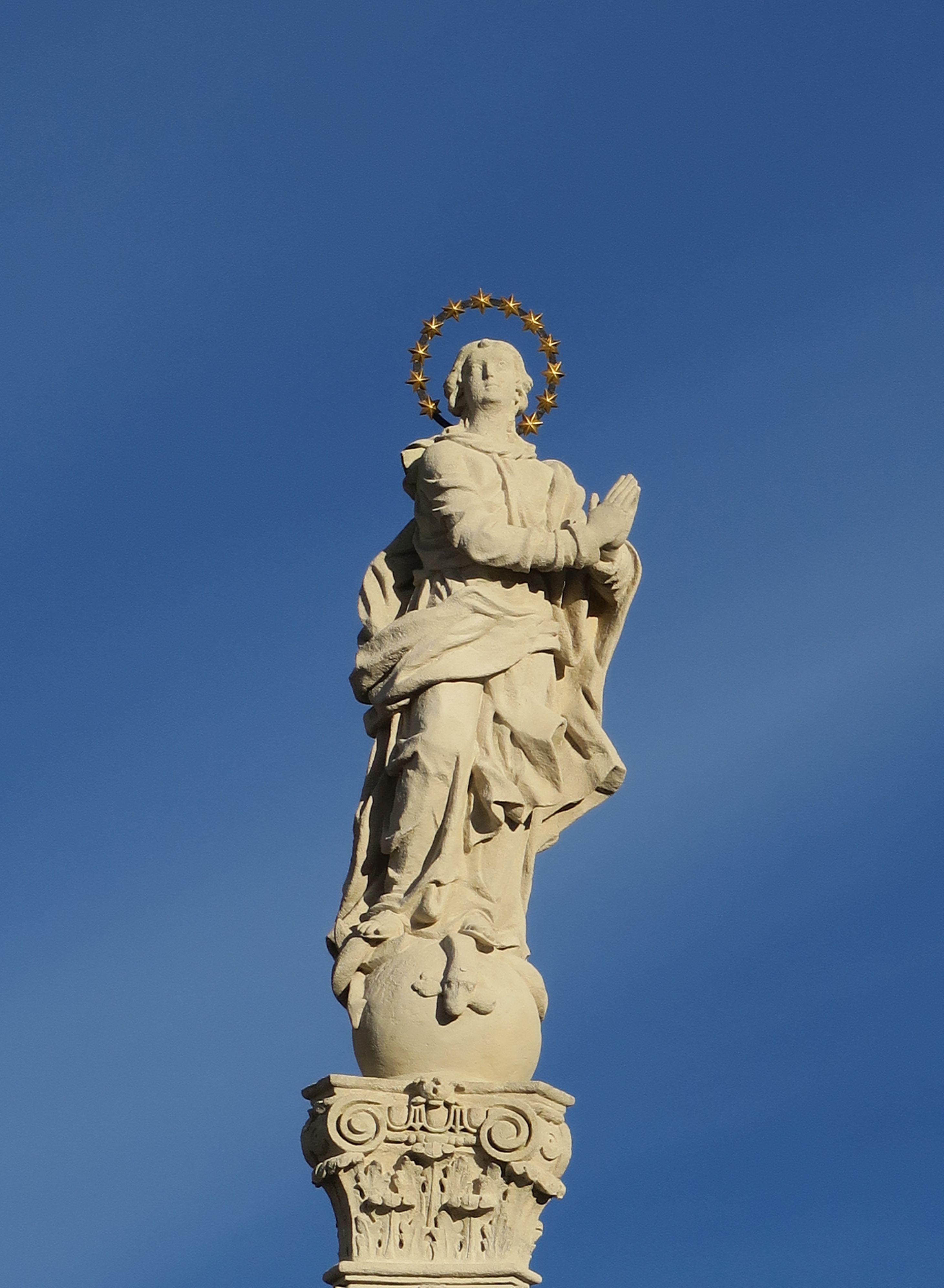
Bức tượng Đức Mẹ (2020)

Cột Đức Mẹ ở Třeboň (tiếng Séc: Mariánský sloup v Třeboni) là một trong những tượng đài tôn giáo nổi tiếng về Đức Mẹ, tọa lạc ở quảng trường Masaryk tại thị trấn Třeboň, huyện Jindřichův Hradec, vùng Nam Bohemia, Cộng hòa Séc. Tượng đài này có tên trong danh sách các di tích văn hóa của Cộng hòa Séc.

## Lịch sử
Trong giai đoạn 1780 - 1781, cột Đức Mẹ ở Třeboň được xây dựng, nhằm bày tỏ lòng biết ơn của người dân thị trấn Třeboň đối với Đức Mẹ Maria. Tác giả công trình này là nhà điêu khắc Leopold Hueber đến từ České Budějovice. Bức tượng Đức Mẹ vô nhiễm nguyên tội được đặt lên đỉnh cột vào tháng 12 năm 1780. Vào ngày 5 tháng 6 năm 1781, cột Đức Mẹ được thánh hiến long trọng. Công trình này được trùng tu vào các năm 1822, 1894, và giai đoạn 2007 - 2008.

## Mô tả
Cột Đức Mẹ ở Třeboň được xây dựng theo phong cách Baroque, kết hợp với các yếu tố cổ điển. Trên đỉnh cột là một bức tượng khắc họa hình ảnh Đức Trinh nữ Maria đội một vòng hào quang được kết từ 12 ngôi sao. Ngài đang chắp tay cầu nguyện cho nhân loại trong khi giẫm lên một con rắn đang quấn quanh quả địa cầu (con rắn đại diện cho Tội Nguyên Tổ).
Phần bệ cột hình lăng trụ tam giác có đặt những bức tượng của các vị Thánh: Thánh Giuse với Chúa Giêsu hài đồng, Thánh Elisabeth nước Hungary, và Thánh Adalbert.

## Hình ảnh

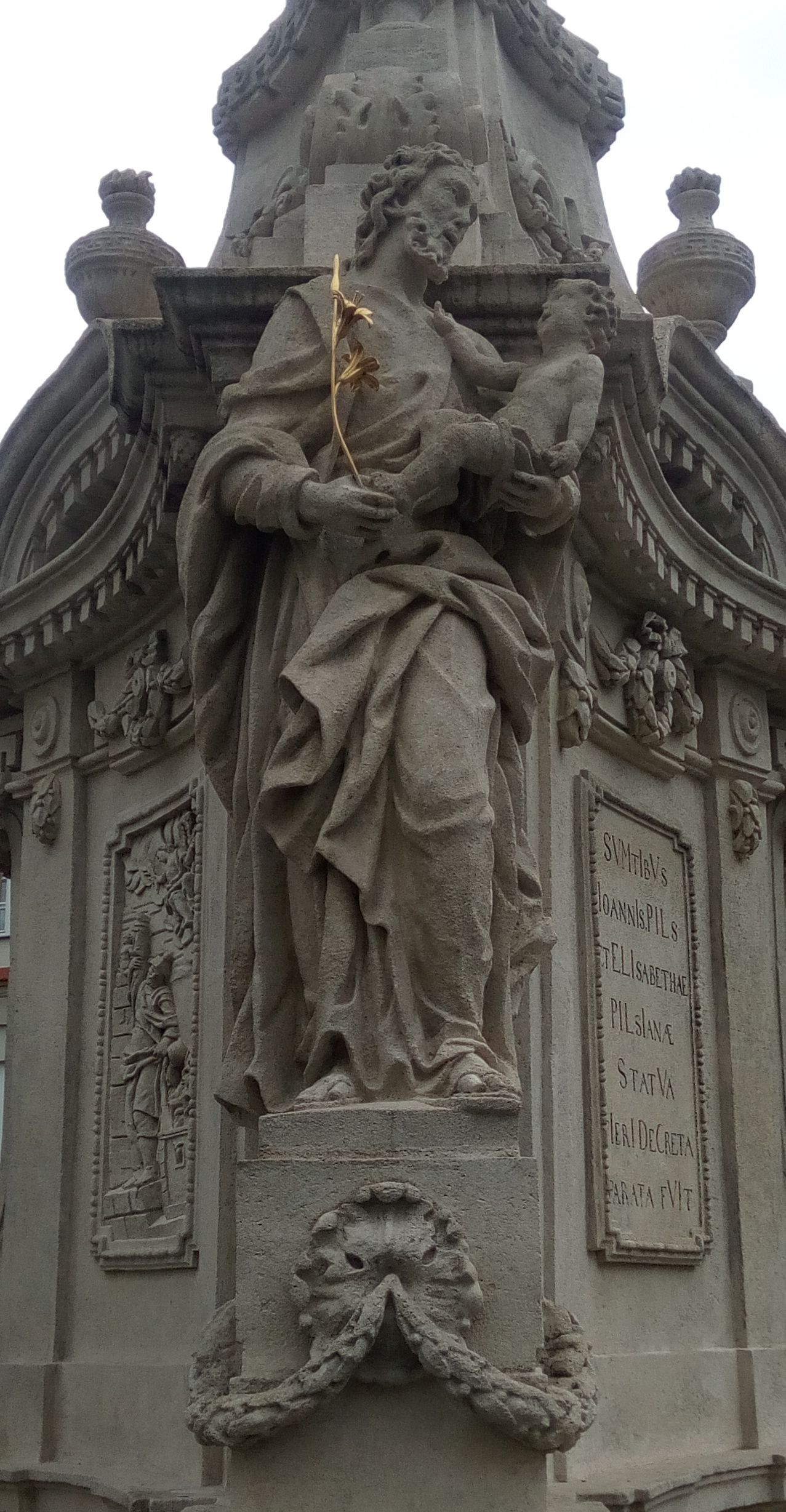
Tượng Thánh Giuse với Chúa Giêsu hài đồng (2020)
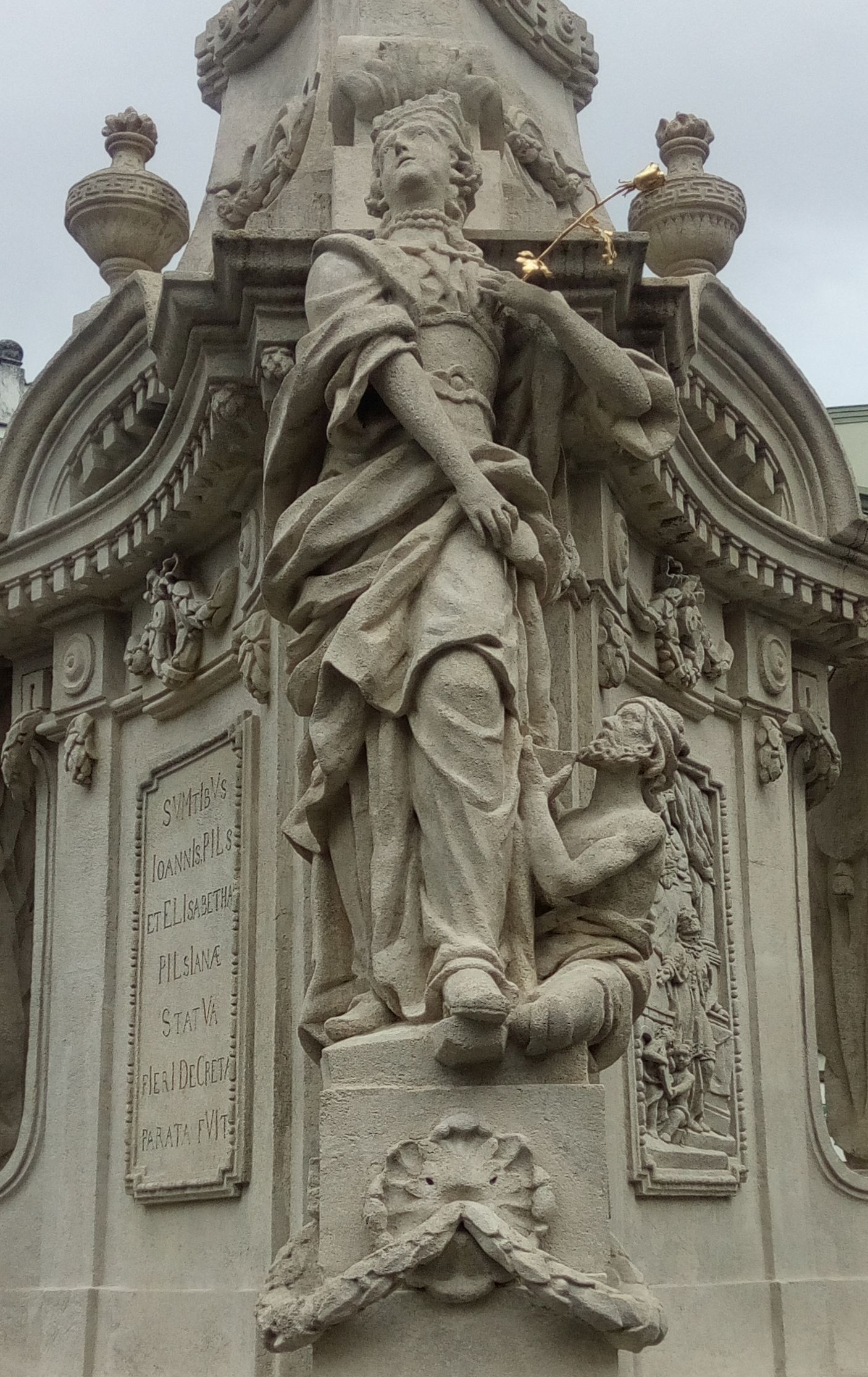
Tượng Thánh Elisabeth nước Hungary (2020)
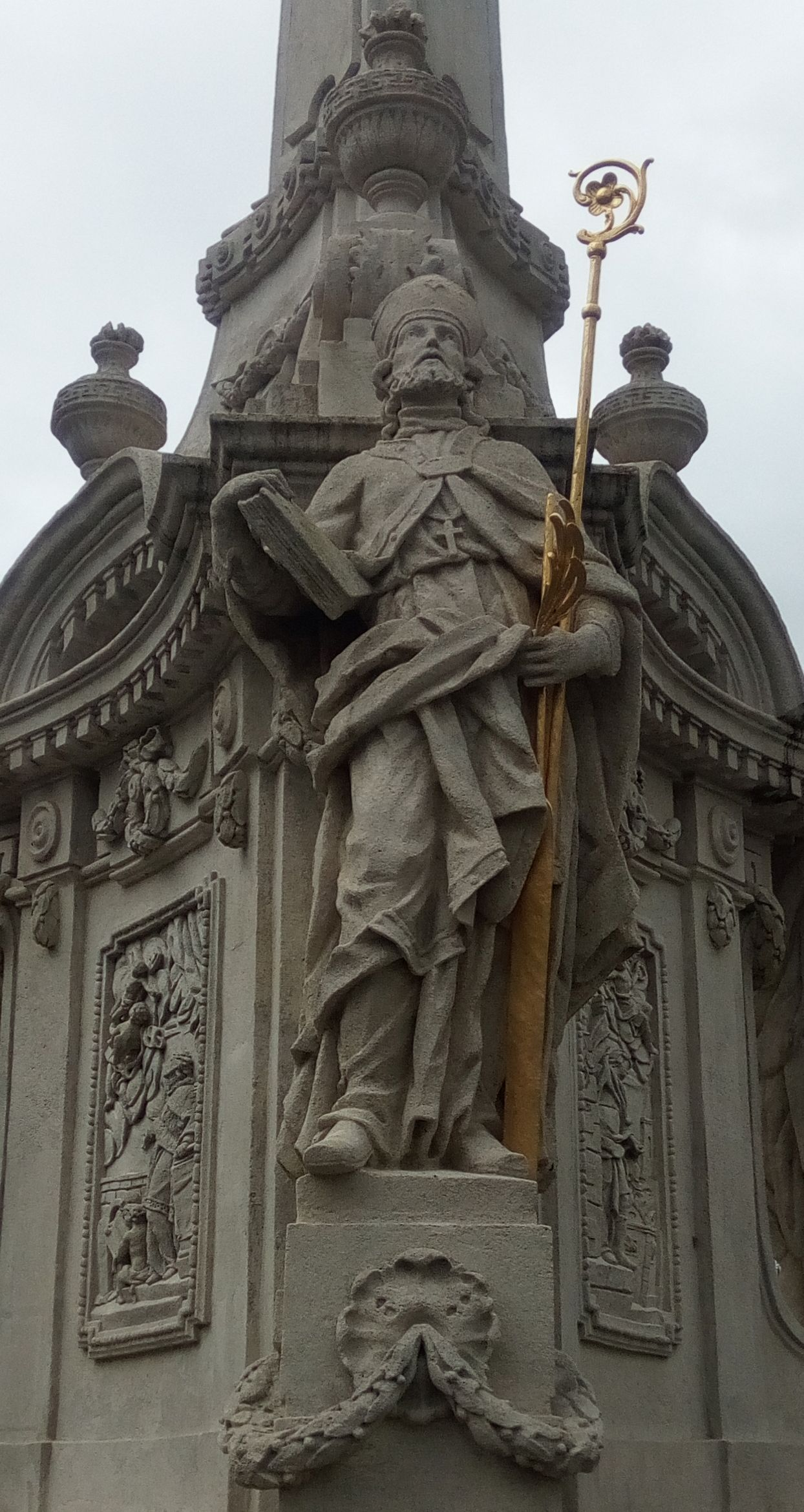
Tượng Thánh Adalbert (2020)